# Horst Hülß
Horst Hülß (ur. 5 września 1938 w Rossach, zm. 7 października 2022 w Moguncji) – niemiecki piłkarz, a także trener.

## Kariera piłkarska
Hülß jako junior występował w zespole TSV Rossach. W 1959 roku został zawodnikiem Viktorii Köln, grającej w Oberlidze, stanowiącej wówczas najwyższy poziom rozgrywek. W sezonie 1962/1963 spadł z nią do Regionalligi. W 1965 roku odszedł do innego zespołu – 1. FSV Mainz 05. Jego barwy reprezentował przez trzy lata, a potem przez rok występował w VfB Ginsheim. W 1969 roku zakończył karierę.
W Oberlidze rozegrał 58 spotkań i zdobył 17 bramek.

## Kariera trenerska
W swojej karierze trenerskiej Hülß prowadził zespoły VfB Ginsheim, SV Weisenau, VfR Nierstein, 1. FSV Mainz 05, Hassia Bingen, SV Wiesbaden, FV Kastel 06, SV Wehen, Viktoria Sindlingen, SpVgg Ingelheim, SG Walluf oraz Italia Wiesbaden.
W tym czasie dwukrotnie trenując Mainz, prowadził zespół ten w rozgrywkach 2. Bundesligi (w sezonach 1975/1975 oraz 1988/1989).